# Toniná
Toniná – obecna nazwa stanowiska archeologicznego na terenie Meksyku, związanego z cywilizacją Majów, położonego około 12 kilometrów na wschód od miejscowości Ocosingo w stanie Chiapas. Nazwa oznacza w języku tseltal dosłownie „dom z kamienia” od licznych kamiennych rzeźb i budowli.

## Historia
Najstarsze ślady wskazują, że już w 217 roku panował na tym terenie, nieznany z nazwiska, król przedstawiany na płaskorzeźbach z VIII wieku, które zachowały się do chwili obecnej. Pierwsze wzmianki o Toniná pochodzące z innych miejsc znaleziono w odległym o 72 km stanowisku archeologicznym Chinikiha, leżącym na północny wschód od rzeki Usumacinta, gdzie inskrypcje tronowe mówią w 573 roku o więźniu z Toniná. Jednakże złoty okres historii tego miasta miał miejsce od VI w. do IX w., czyli w okresie największego rozkwitu tej kultury, po którym nastąpił długi okres dekadencji i w końcu upadku. Toniná prowadziło liczne wojny ze swoim lokalnym rywalem Palenque.

## Pozostałości archeologiczne
W Toniná znajduje się między innymi najwyższa piramida na Jukatanie o wysokości 71 m powyżej placu oraz boisko do rytualnej gry w piłkę.

## Galeria

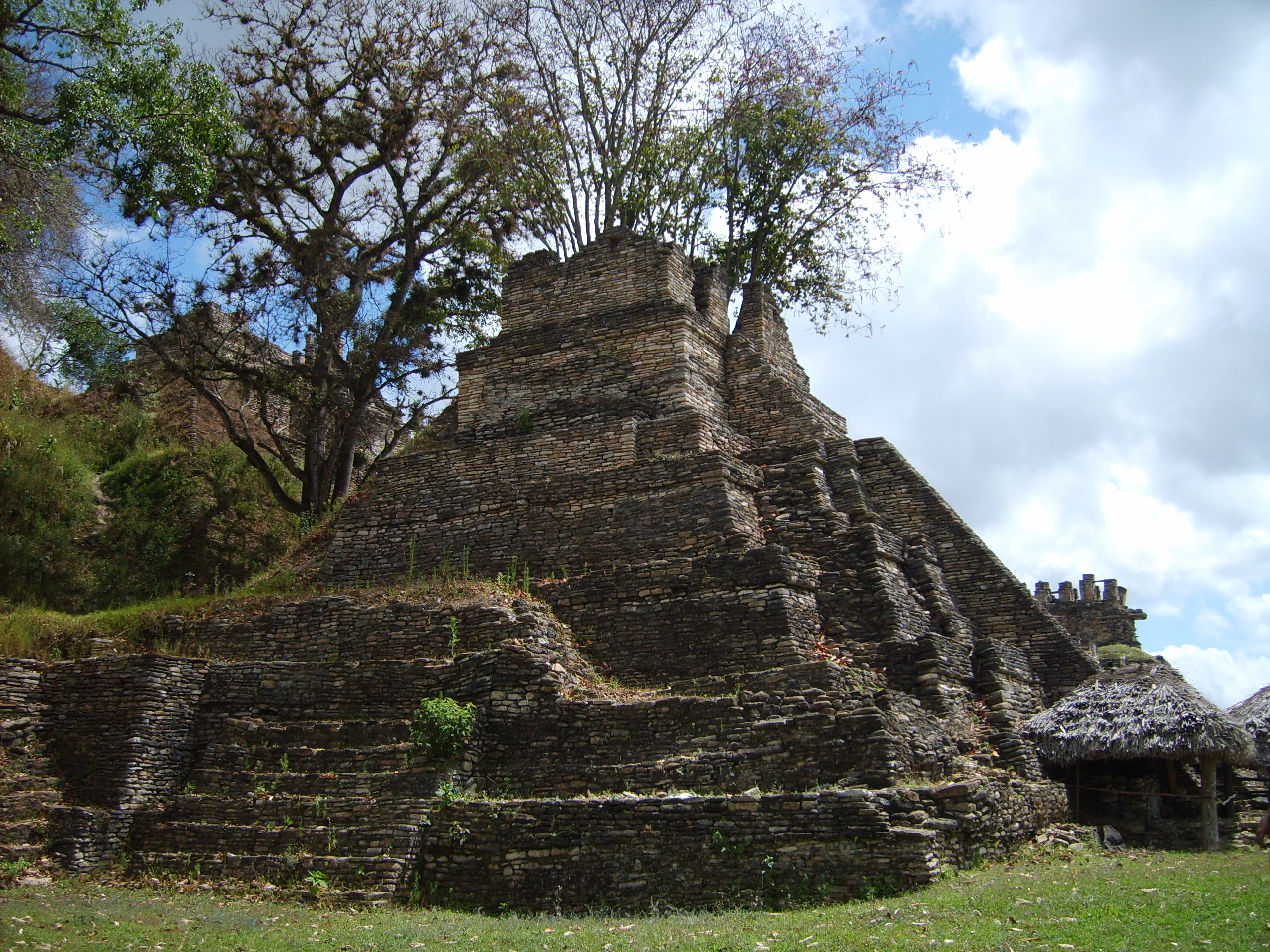
Piramida na akropolu
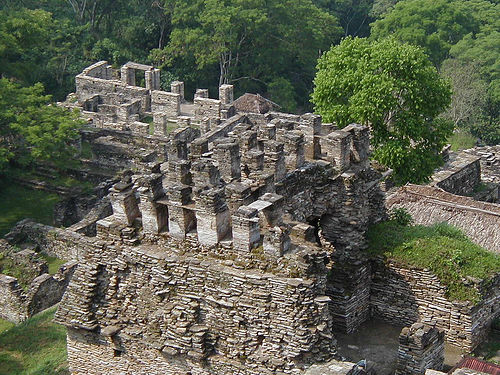
Widok świątyni
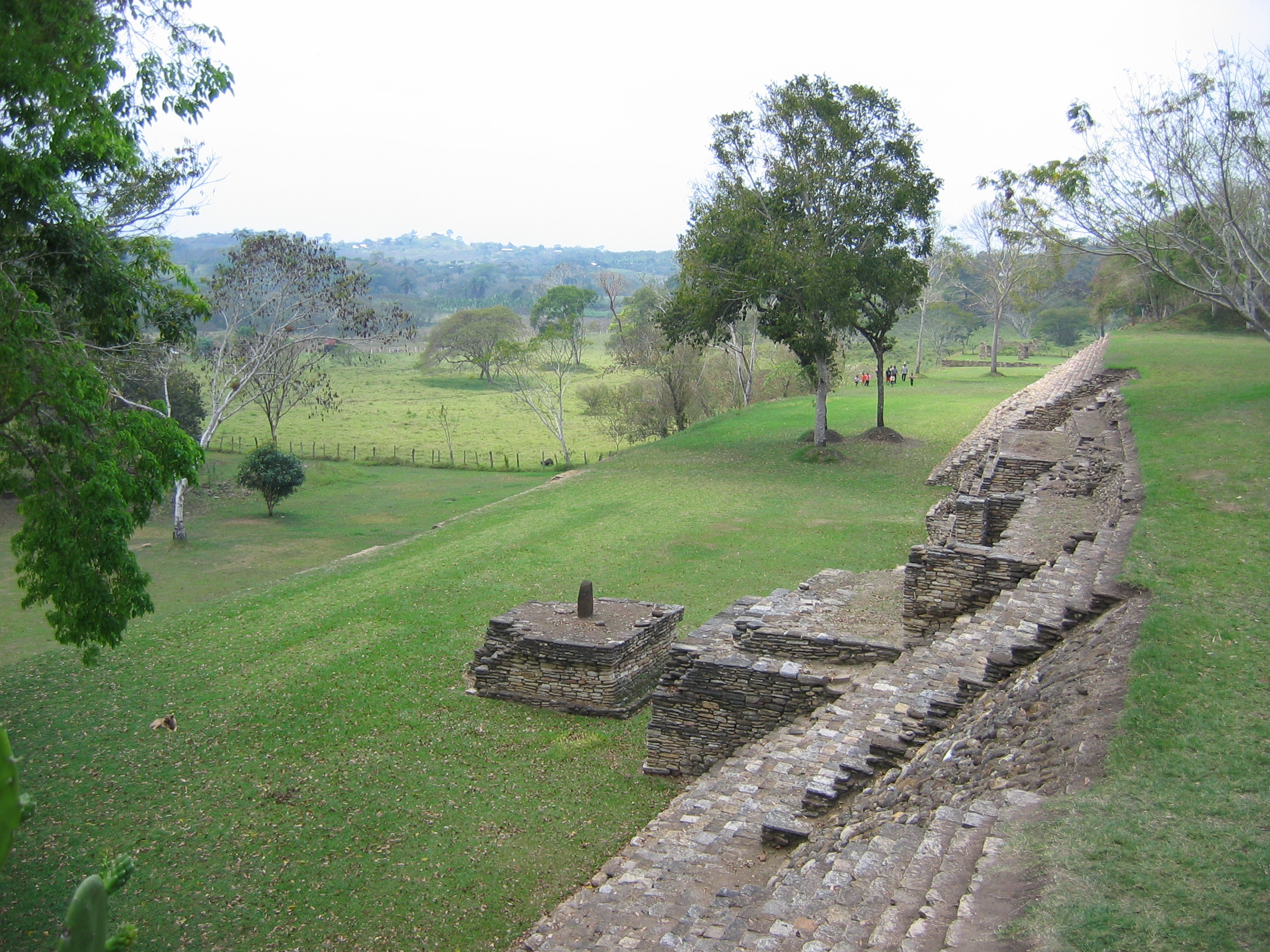
Ołtarz ofiarny u stóp piramidy
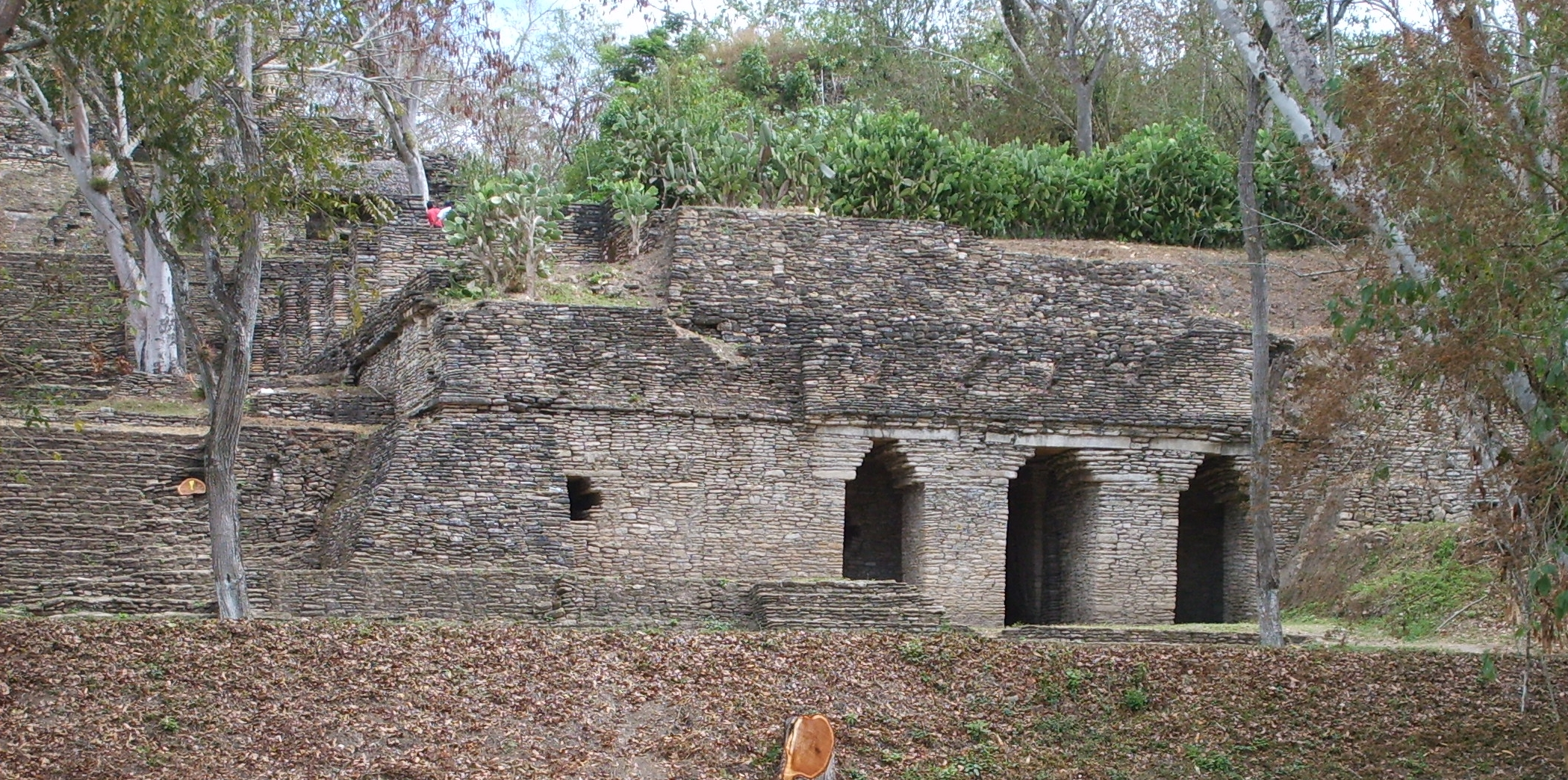
Wejście do świata podziemnego
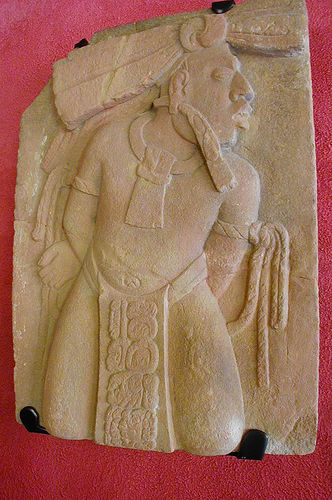
Rzeźba przedstawiająca pojmanego wojownika